# Médaille de la protection militaire du territoire
La médaille de la protection militaire du territoire est une décoration militaire française.
Cette récompense est destinée à distinguer les militaires qui ont participé à des missions de protections menées sur le territoire national français. Elle fut créée par le décret no 2015-853 du 13 juillet 2015 à l’initiative du ministre de la Défense Jean-Yves Le Drian et du président de la République François Hollande.

## Attributions
Pour chaque opération, le ministre des armées détermine par arrêté les missions ouvrant droit à la médaille de la protection militaire du territoire avec l'agrafe correspondante, les dates de début et de fin des périodes prises en compte pour son attribution ainsi que la durée de participation minimale exigée. Elle peut également être attribuée, sans condition de durée, aux militaires tués, blessés ou cités avec attribution de la médaille d'or de la défense nationale, à l'occasion de l'une de ces opérations.
La première remise de 30 décorations s'est déroulée au Fort neuf de Vincennes le 4 novembre 2015 et a été effectuée par le Ministre de la Défense.

## Insigne
- Médaille : ronde de 30 mm, l'avers présente l'effigie de la République avec les mots « République française » tandis que le revers présente l'inscription « Médaille de la protection militaire du territoire »;
- Ruban : une bande rouge de 5 mm suivie d'une bande blanche de 8 millimètres de part et d'autre d'une bande centrale bleu de 14 mm
- Agrafes : la médaille comporte des agrafes en bronze qui prennent place sur le ruban. Les inscriptions sur les agrafes correspondent au nom des opérations pour lesquelles la décoration a été remise.

## Agrafes
On peut y mettre sept agrafes :
- Cyber : depuis le 6 mai 2017, pour[2] : 
  - trente mois d'affectations au sein d'unités dont la mission principale est liée à la posture permanente de cyberdéfense, à savoir l'anticipation, la surveillance, la détection ainsi que la réponse aux attaques informatiques et informationnelles dans le domaine de la défense, sur le territoire national ;
  - soixante jours de participation de manière effective aux missions décrites ci-dessus ;
- Égide : depuis le 1er juillet 2013, pour[3] : 
  - trente mois d'affectations au sein d'unités dont la mission principale est la participation de manière effective sur le territoire national, à la protection des emprises militaires, des bâtiments publics de l’État, des organisations internationales et des missions diplomatiques et consulaires ;
  - soixante jours de participation de manière effective aux missions décrites ci-dessus ;
  - vingt vols de surveillance ;
- Harpie : depuis le 1er mars 2008, pour 30 jours de présence continus ou non, sur le territoire de la Guyane, dans le cadre de l'opération Harpie (lutte contre l'orpaillage illégal) [4] ;
- Jupiter : depuis le 1er juillet 2013, pour[5] : 
  - trente mois d'affectations au sein d'unités dont la mission principale est la participation de manière effective aux missions de sûreté et de sécurité menées au profit des forces stratégiques sur le territoire national ;
  - soixante jours de participation de manière effective aux missions décrites ci-dessus ;
  - vingt vols de surveillance ;
- Sentinelle : depuis le 7 janvier 2015, pour cinquante jours de présence continus ou non[6],[7];
- Sentinelle - JOP 2024 : entre le 1er juillet 2024 et le 30 septembre 2024, pour quinze jours de présence continus ou non durant les Jeux olympiques et paralympiques de Paris 2024[8];
- Trident : depuis le 1er juillet 2013, pour[9] : 
  - trente mois d'affectations au sein d'unités dont la mission principale est la participation de manière effective aux missions de surveillance et de protection militaires des espaces aériens, maritimes et terrestres, sur le territoire national ;
  - soixante jours de participation de manière effective aux missions décrites ci-dessus ;
  - vingt vols de surveillance.